# 金国宪 (中国歌手)
金国宪（1987年2月18日—），朝鲜族，中国男歌手，《2019中国好声音》学员。

## 经历
金国宪出生于吉林省延边州汪清县天桥岭林业局，初中毕业后赴外地学习音乐。曾组建乐队，亦曾在咖啡馆、河北艺术团工作。2008年开始在松原、丽江等地的酒吧担任驻唱，2017年定居上海。
2019年，金国宪参加浙江卫视音乐选秀节目《2019中国好声音》，在盲选阶段获得李荣浩和那英的转身，并选择加入那英战队。其后于导师对决环节被淘汰。